# Affectieschade
Met affectieschade wordt de immateriële schade bedoeld, die bestaat uit het verdriet dat wordt veroorzaakt door het overlijden of door het ernstig gewond raken van een naaste als gevolg van een gebeurtenis waarvoor een ander aansprakelijk is. Vergoeding van affectieschade is een vorm van smartengeld voor naasten (en dus een vorm van schadevergoeding).

## Huidig recht
Per 1 januari 2019 geldt in het Nederlandse recht de Wet van 11 april 2018 tot wijziging van het Burgerlijk Wetboek, het Wetboek van Strafvordering en het Wetboek van Strafrecht teneinde de vergoeding van affectieschade mogelijk te maken en het verhaal daarvan alsmede het verhaal van verplaatste schade door derden in het strafproces te bevorderen, die bepaalt dat degene die affectieschade heeft veroorzaakt verplicht is daarvoor een schadevergoeding te betalen. In de afgelopen jaren is van verschillende kanten aangedrongen op een wettelijke regeling om vergoeding van affectieschade mogelijk te maken. Artikel 6:107 van het Burgerlijk Wetboek kent een regeling waardoor de naasten immateriële schadevergoeding kunnen eisen in geval van lichamelijk of geestelijk letsel. Artikel 6:108 van het Burgerlijk Wetboek regelt hetzelfde in geval van overlijden van de dierbare.
Wie hebben recht op vergoeding van affectieschade? Dat zijn de partner, een gezinslid, een ouder en/of kind. Of anderen met een sterke affectieve relatie met het slachtoffer. Het aantal personen is niet beperkt. Dus kunnen meerdere verwanten een beroep doen op deze schadevergoeding.
De schadevergoeding wegens affectieschade geldt alleen voor gebeurtenissen van na 1 januari 2019.
Een vergoeding van affectieschade ligt tussen de 12.500 en 20.000 euro. De hoogte hangt af van de band met de dierbare en van het feit.
Sinds 1 januari 2012 is het ingevolge artikel 4, eerste lid, van de Wet schadefonds geweldsmisdrijven voor nabestaanden van slachtoffers van misdrijven mogelijk om een uitkering ter vergoeding van affectieschade te verkrijgen uit het Schadefonds Geweldsmisdrijven.

## Gewijzigde wetgeving
Aan artikel 6.107 BW (Algemeen gedeelte van het verbintenissenrecht) is per 1 januari 2019 toegevoegd:
1. Indien iemand ten gevolge van een gebeurtenis waarvoor een ander aansprakelijk is, lichamelijk of geestelijk letsel oploopt, is die ander behalve tot vergoeding van de schade van de gekwetste zelf, ook verplicht tot vergoeding van: (..)
b. een bij of krachtens algemene maatregel van bestuur vast te stellen bedrag of bedragen voor nadeel dat niet in vermogensschade bestaat geleden door (..):
- a. de ten tijde van de gebeurtenis niet van tafel en bed gescheiden echtgenoot of geregistreerde partner van de gekwetste;
- b. de levensgezel van de gekwetste, die ten tijde van de gebeurtenis duurzaam met deze een gemeenschappelijke huishouding voert;
- c. degene die ten tijde van de gebeurtenis de ouder van de gekwetste is;
- d. degene die ten tijde van de gebeurtenis het kind van de gekwetste is;
- e. degene die ten tijde van de gebeurtenis duurzaam in gezinsverband de zorg voor de gekwetste heeft;
- f. degene voor wie de gekwetste ten tijde van de gebeurtenis duurzaam in gezinsverband de zorg heeft;
- g. een andere persoon die in een zodanige nauwe persoonlijke relatie tot de gekwetste staat, dat uit de eisen van redelijkheid en billijkheid voortvloeit dat hij voor de toepassing van lid 1 onder b als naaste wordt aangemerkt.

Aan artikel 6.108 BW is toegevoegd:
1. Indien iemand ten gevolge van een gebeurtenis waarvoor een ander jegens hem aansprakelijk is overlijdt (..)
3. (..) is de aansprakelijke verplicht tot vergoeding van een bij of krachtens algemene maatregel van bestuur vast te stellen bedrag of bedragen voor nadeel dat niet in vermogensschade bestaat, geleden door de in lid 4 genoemde naasten als gevolg van het overlijden.
Lid 4 is als boven, met "gekwetste" vervangen door "overledene".
De wetswijziging voorziet dus in de verplichting tot vergoeding van affectieschade aan een naaste van een gekwetste die ernstig en blijvend letsel heeft opgelopen of is overleden. Om langdurige en pijnlijke discussies over de intensiteit van het leed van de naaste zo veel mogelijk te vermijden zijn er vaste bedragen per categorie, geregeld bij AMvB, variërend van € 12.500 tot € 20.000 per naaste, afhankelijk van de relatie tussen naaste en gekwetste, al of niet overlijden van de gekwetste, en of de kwetsing al of niet het gevolg is van een misdrijf. De wijzigingswet heeft slechts gevolgen ten aanzien van schadeveroorzakende gebeurtenissen die plaatsvinden na de inwerkingtreding op 1 januari 2019.
In het geval van een geweldsmisdrijf betaalt het Schadefonds Geweldsmisdrijven de vergoeding en verhaalt deze zoveel mogelijk op de dader.

## Verworpen wetsvoorstel uit 2003
Door middel van de motie-Vos/Santi/Dittrich werd bij de regering aangedrongen op een wetsvoorstel, dat op 6 februari 2003 bij de Tweede Kamer werd ingediend. Sinds 2005 was het voorstel bij de Eerste Kamer in behandeling en werd op 23 maart 2010 na hoofdelijke stemming met 30 stemmen voor en 36 stemmen tegen verworpen.
Het wetsvoorstel houdt in dat een beperkt aantal naasten recht krijgt op een vastgesteld bedrag aan smartengeld, waarbij een bedrag van € 10.000,- wordt genoemd. Het gaat daarbij onder meer om ten tijde van het ongeval niet van tafel en bed gescheiden echtgenoot of de geregistreerde partner, de levensgezel die met de betrokkene een gemeenschappelijke huishouding voerde en de ouder of adoptiefouder mits deze met de betrokkene in gezinsverband samenwoonde. De Eerste Kamer heeft de behandeling van het wetsvoorstel in 2006 opgeschort in afwachting van de resultaten van een onderzoek dat door de Vrije Universiteit in Amsterdam wordt uitgevoerd onder leiding van prof. mr. A.J. Akkermans. Het onderzoek is gericht op de verwachtingen die benadeelden en hun naasten van het aansprakelijkheidsrecht hebben.
De resultaten van het eerste verkennend onderzoek hebben het kabinet aanleiding gegeven een vervolgonderzoek laten instellen. Uit de brief van de Minister van Justitie van 6 juli 2007 (op de website www.overheid.nl te raadplegen onder nummer 28 781, nr. 13), waarmee het eerste rapport aan de Tweede Kamer is gezonden, blijkt dat nog niet helemaal duidelijk is of er behoefte bestaat aan toekenning van affectieschade. De behandeling van het wetsvoorstel blijft in afwachting van het vervolgonderzoek opgeschort. Op 9 februari 2009 heeft de Minister van Justitie het rapport van het vervolgonderzoek naar de Eerste Kamer gestuurd.
De onderzoekers hebben onder meer de vraag beantwoord of naasten en nabestaanden behoefte hebben aan vergoeding van affectieschade, en of een vergoeding kan bijdragen aan de verwerking van hun leed. Ook is gekeken naar verschillende vormen van die vergoeding en naar de uitkering daarvan. Naasten en nabestaanden blijken in meerderheid duidelijk behoefte te hebben aan vergoeding van affectieschade, ongeacht hun inkomen. Smartengeld kan nooit het leed wegnemen van het verlies of ernstig letsel van een gezinslid. Maar naasten en nabestaanden verwachten wel dat het smartengeld hen kan helpen de gebeurtenis te verwerken. Het allerbelangrijkst voor hun verwerking vinden zij dat hun schade vlot wordt vergoed en dat de veroorzaker zijn fout en de gevolgen daarvan erkent. Naasten en nabestaanden beschouwen smartengeld als erkenning van de fout en van hun leed. Dit sluit goed aan bij de doelstelling van het wetsvoorstel, aldus de onderzoekers.
Minder eenduidig is hoe de hoogte van de vergoeding zou moeten worden vastgesteld. De meesten geven weliswaar de voorkeur aan een variabel bedrag dat rekening houdt met hun individuele omstandigheden boven een vast bedrag, maar geven tegelijkertijd aan dat discussies over de hoogte van het bedrag de verwerking van hun verdriet belemmeren. Informatie uit België bevestigt dit. Daar wordt de hoogte van het smartengeld in beginsel per geval vastgesteld, maar men ervaart discussies over geld als zeer onaangenaam. Daar komt bij dat een meerderheid van de Nederlandse respondenten de voorgestelde hoogte van € 10.000,- niet als ongepast beschouwt. Wel blijkt hun eigen voorkeursbedrag gemiddeld wat hoger te liggen.
De uitkomsten van het onderzoek zijn voor de minister reden om vooralsnog vast te houden aan één vast bedrag voor vergoeding van de affectieschade. Wel wil hij na een aantal jaren de ervaringen van naasten en nabestaanden evalueren. Mocht daarvoor aanleiding zijn, dan kan alsnog overgestapt worden op een stelsel met meerdere vaste bedragen. Ook beraadt de bewindsman zich nog op de hoogte van het bedrag. Verder is er overleg geweest met de Stichting Personenschade Instituut van Verzekeraars (PIV) naar aanleiding van de conclusie dat persoonlijke aandacht bij de uitkering van de vergoeding van affectieschade aan naasten en nabestaanden belangrijk is. De PIV zet zich in voor een regeling waarin persoonlijke aandacht bij de afhandeling van affectieschadezaken vastgelegd wordt.
Het wetsvoorstel is op 23 maart 2010 in de Eerste Kamer met 30 tegen 36 stemmen verworpen. De VVD-fractie heeft tegengestemd, omdat men bang is voor een "claimcultuur". Ook vindt men bij de VVD dat van de dader zelf een opoffering zou moeten worden gevraagd in plaats van dat de verzekeraar betaalt. De CDA-fractie heeft ook tegengestemd. De leden van deze fractie vinden het ongewenst, dat diep menselijk leed wordt "vertaald" in een financiële vergoeding.